# Saint-Jean-de-Bassel
Pour les articles homonymes, voir Saint-Jean et Bassel.
Saint-Jean-de-Bassel est une commune française située dans le département de la Moselle, en région Grand Est.
Cette commune se trouve dans la région historique de Lorraine et fait partie du pays de Sarrebourg.

## Géographie

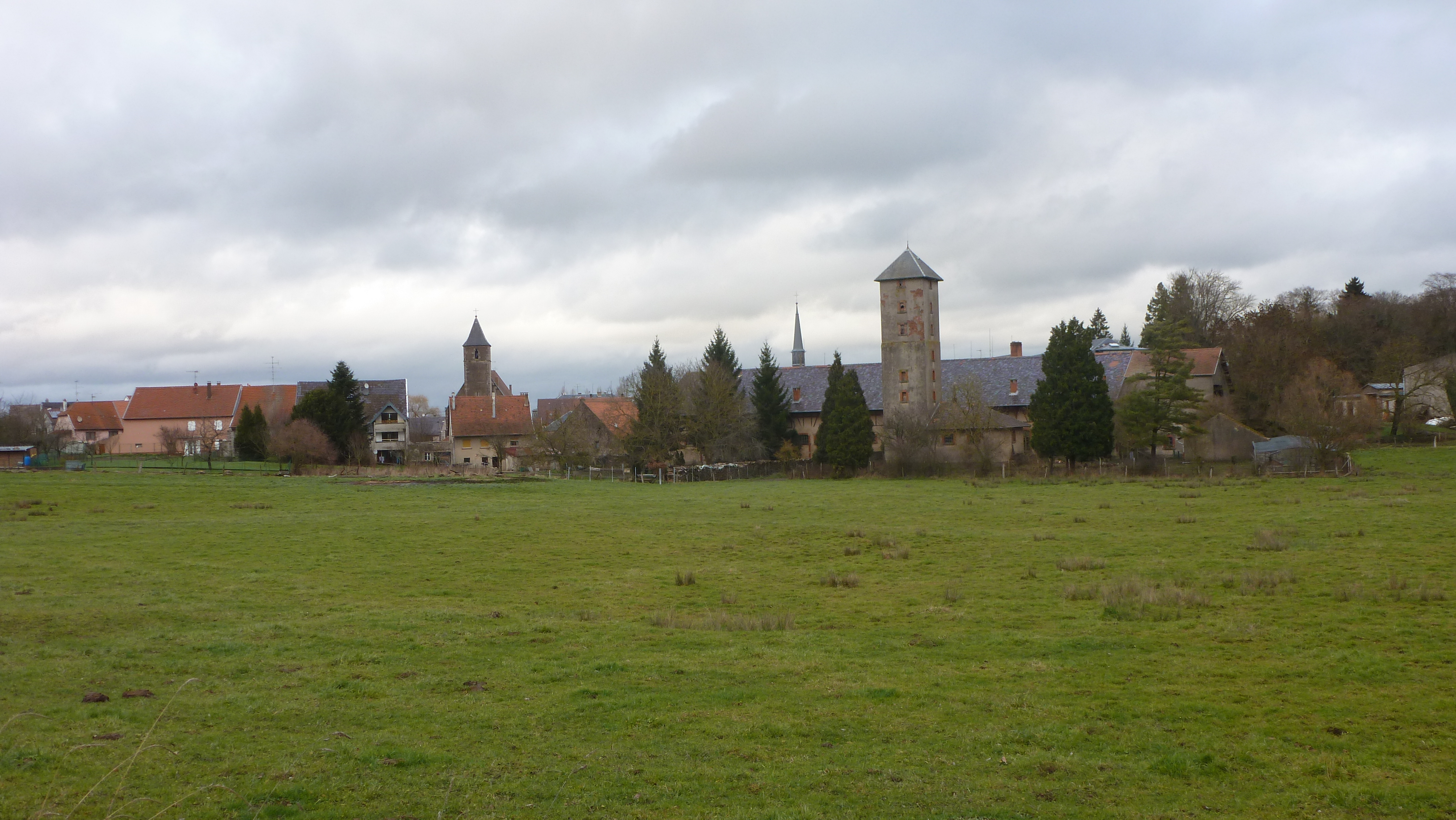
Le village.

Ce village se situe dans l'Est de la France, en Lorraine, tout près de l'Alsace Bossue. Il est à environ 15 minutes de Sarrebourg et fait partie de la ZNIEFF du pays des étangs.

### Communes limitrophes
|               | Mittersheim          | Berthelming |
| Belles-Forêts | Saint-Jean-de-Bassel | Bettborn    |
| Haut-Clocher  | Gosselming           |             |

### Hydrographie
La commune est située dans le bassin versant du Rhin au sein du bassin Rhin-Meuse. Elle est drainée par le ruisseau le Naubach, le ruisseau de la Wassermatte, le ruisseau de Pfuhlmatte, le ruisseau du Schirweiher et le ruisseau du Sengland.
Le Naubach, d'une longueur totale de 23 km, prend sa source dans la commune de Belles-Forêts et se jette  dans la Sarre à Harskirchen, après avoir traversé huit communes.

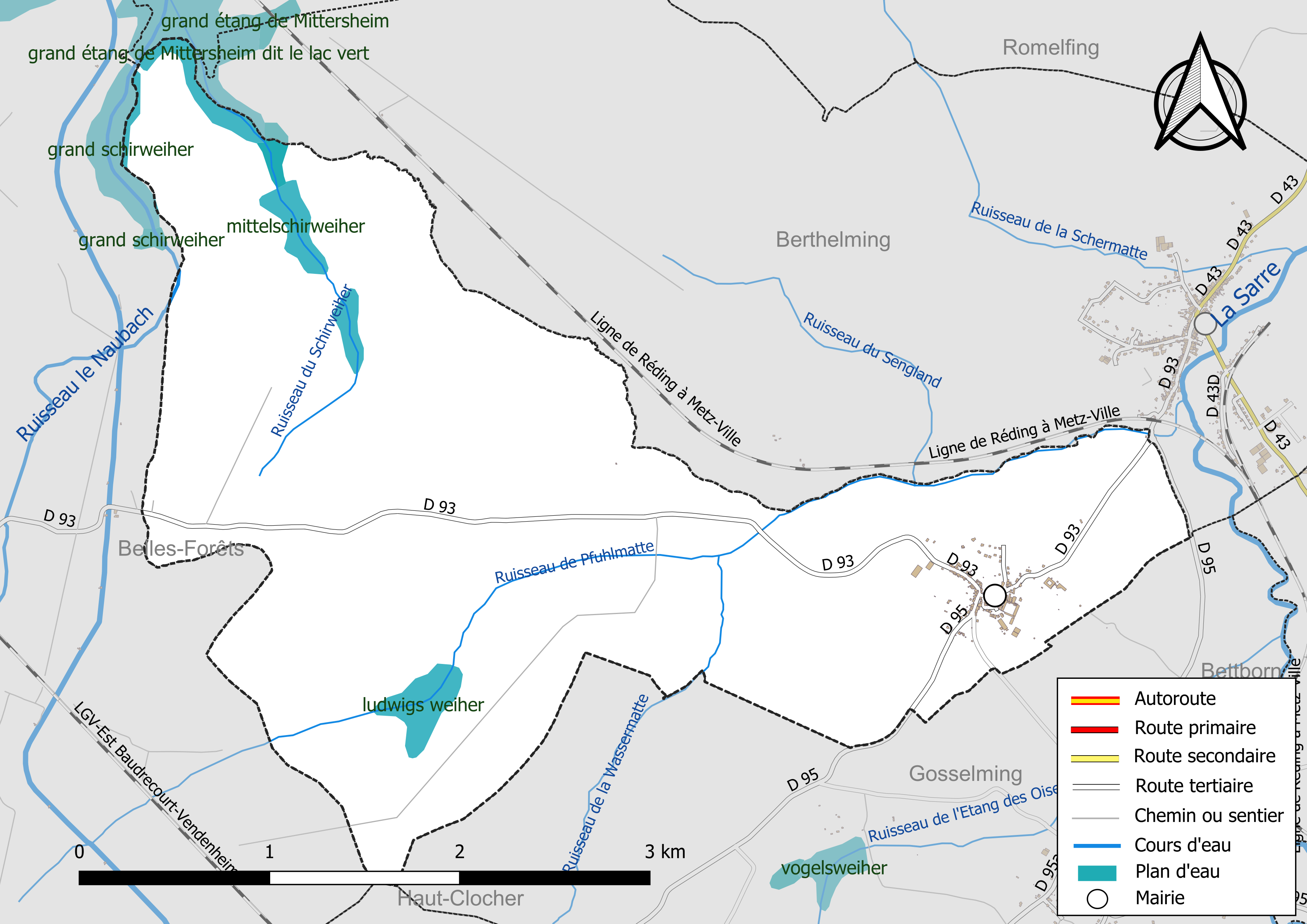
Réseaux hydrographique et routier de Saint-Jean-de-Bassel.

La qualité des eaux des principaux cours d'eau de la commune, notamment du ruisseau le Naubach, peut être consultée sur un site spécial géré par les agences de l'eau et l'Agence française pour la biodiversité.

### Climat
Pour des articles plus généraux, voir Climat du Grand Est et Climat de la Moselle.
En 2010, le climat de la commune est de type climat des marges montagnardes, selon une étude du Centre national de la recherche scientifique s'appuyant sur une série de données couvrant la période 1971-2000. En 2020, Météo-France publie une typologie des climats de la France métropolitaine dans laquelle la commune est exposée à un climat semi-continental et est dans la région climatique  Vosges, caractérisée par une pluviométrie très élevée (1 500 à 2 000 mm/an) en toutes saisons et un hiver rude (moins de 1 °C). 
Pour la période 1971-2000, la température annuelle moyenne est de 9,7 °C, avec une amplitude thermique annuelle de 17 °C. Le cumul annuel moyen de précipitations est de 908 mm, avec 12 jours de précipitations en janvier et 9,6 jours en juillet. Pour la période 1991-2020, la température moyenne annuelle observée sur la station météorologique de Météo-France la plus proche, « Nitting_sapc », sur la commune de Nitting à 15 km à vol d'oiseau, est de 10,4 °C et le cumul annuel moyen de précipitations est de 993,7 mm. 
La température maximale relevée sur cette station est de 37,9 °C, atteinte le 25 juillet 2019 ; la température minimale est de −19,4 °C, atteinte le 26 décembre 2010,,. 
Les paramètres climatiques de la commune ont été estimés pour le milieu du siècle (2041-2070) selon différents scénarios d'émission de gaz à effet de serre à partir des nouvelles projections climatiques de référence DRIAS-2020. Ils sont consultables sur un site spécial publié par Météo-France en novembre 2022.

## Urbanisme

### Typologie
Au 1er janvier 2024, Saint-Jean-de-Bassel est catégorisée commune rurale à habitat dispersé, selon la nouvelle grille communale de densité à sept niveaux définie par l'Insee en 2022.
Elle est située hors unité urbaine. Par ailleurs la commune fait partie de l'aire d'attraction de Sarrebourg, dont elle est une commune de la couronne,. Cette aire, qui regroupe 87 communes, est catégorisée dans les aires de 50 000 à moins de 200 000 habitants,.

### Occupation des sols
L'occupation des sols de la commune, telle qu'elle ressort de la base de données européenne d’occupation biophysique des sols Corine Land Cover (CLC), est marquée par l'importance des forêts et milieux semi-naturels (67,3 % en 2018), une proportion identique à celle de 1990 (67,3 %). La répartition détaillée en 2018 est la suivante : forêts (61,7 %), prairies (19,7 %), terres arables (8,5 %), milieux à végétation arbustive et/ou herbacée (5,7 %), zones urbanisées (2,9 %), eaux continentales (1,6 %). L'évolution de l’occupation des sols de la commune et de ses infrastructures peut être observée sur les différentes représentations cartographiques du territoire : la carte de Cassini (XVIIIe siècle), la carte d'état-major (1820-1866) et les cartes ou photos aériennes de l'IGN pour la période actuelle (1950 à aujourd'hui).

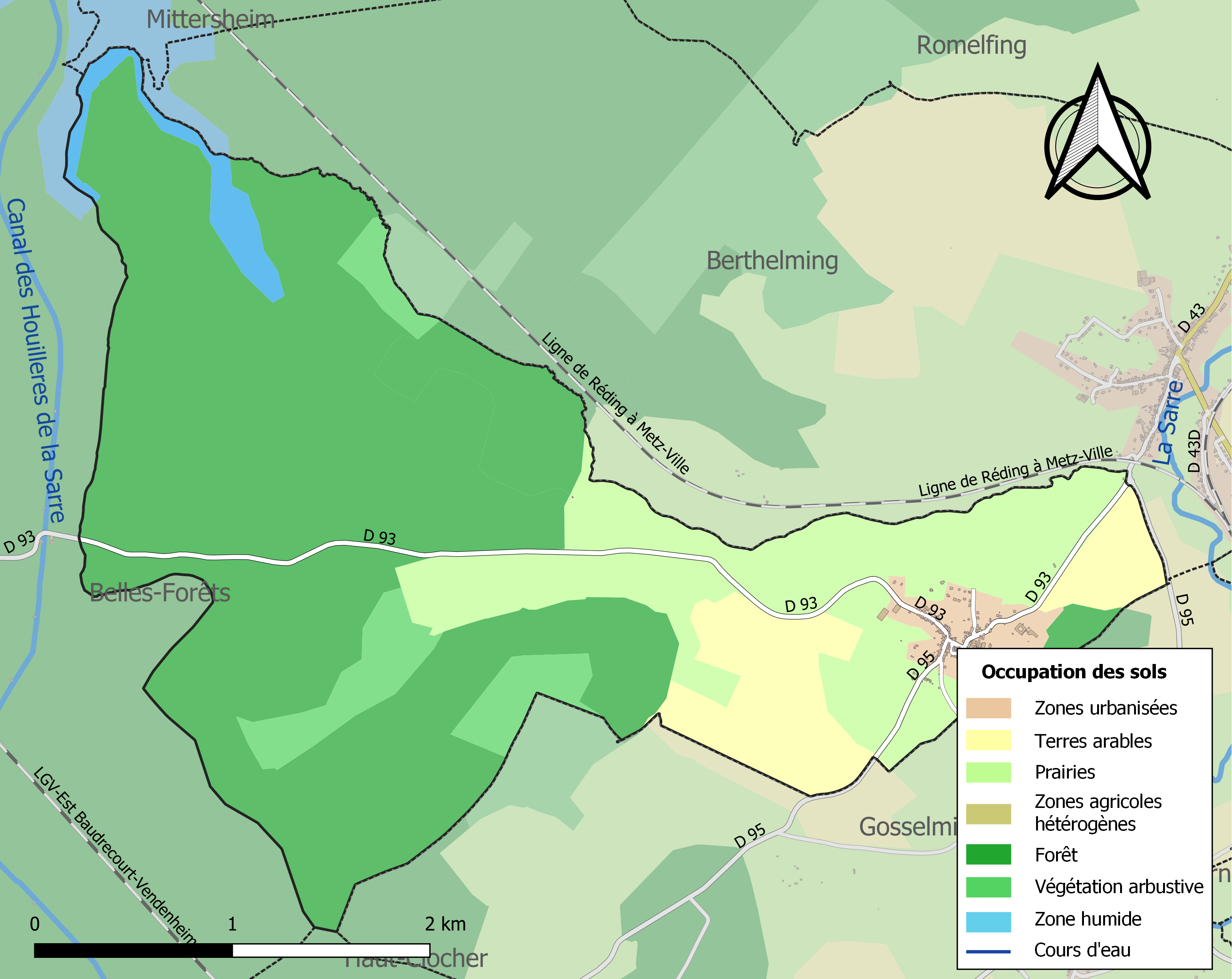
Carte des infrastructures et de l'occupation des sols de la commune en 2018 (CLC).

## Toponymie
- Bassola (1240), Beatus-Johannes de Bassele (XIIIe siècle), Claustrum Sancti-Johannis an Bassel et silva de Bassel (XVe siècle), Sainct-Jehan-Bassel et Sainct-Jehan-de-Bassel (1476), Saint Jean de Bassel (1793), Sankt Johann von Bassel (1871-1918), Basseln (1940-1944).

## Histoire
Domaine et couvent des sœurs augustines au XIIIe siècle. Devint siège de la commanderie de Saint-Jean-de-Bassel au XVe siècle.
Incendié en 1636. Devint français en 1766.

## Politique et administration
| Période                                  | Période  | Identité      | Étiquette | Qualité                              |
| ---------------------------------------- | -------- | ------------- | --------- | ------------------------------------ |
| avant 1981                               |          | Gabriel Beck  |           |                                      |
| mars 1983                                | Mai 2020 | Richard Roos  |           | Chef des travaux, Lycee professionel |
| mai 2020                                 | En cours | Karine Herzog |           |                                      |
| Les données manquantes sont à compléter. |          |               |           |                                      |

## Démographie
L'évolution du nombre d'habitants est connue à travers les recensements de la population effectués dans la commune depuis 1793. Pour les communes de moins de 10 000 habitants, une enquête de recensement portant sur toute la population est réalisée tous les cinq ans, les populations de référence des années intermédiaires étant quant à elles estimées par interpolation ou extrapolation. Pour la commune, le premier recensement exhaustif entrant dans le cadre du nouveau dispositif a été réalisé en 2006.

En 2022, la commune comptait 319 habitants, en évolution de −7,54 % par rapport à 2016 (Moselle : +0,52 %, France hors Mayotte : +2,11 %).
| 1793 | 1800 | 1806 | 1821 | 1831 | 1836 | 1841 | 1846 | 1851 |
| ---- | ---- | ---- | ---- | ---- | ---- | ---- | ---- | ---- |
| 211  | 232  | 220  | 268  | 303  | 324  | 367  | 306  | 298  |

| 1856 | 1861 | 1871 | 1875 | 1880 | 1885 | 1890 | 1895 | 1900 |
| ---- | ---- | ---- | ---- | ---- | ---- | ---- | ---- | ---- |
| 371  | 282  | 399  | 417  | 500  | 642  | 687  | 635  | 662  |

| 1905 | 1910 | 1921 | 1926 | 1931 | 1936 | 1946 | 1954 | 1962 |
| ---- | ---- | ---- | ---- | ---- | ---- | ---- | ---- | ---- |
| 685  | 658  | 519  | 525  | 517  | 571  | 472  | 465  | 377  |

| 1968 | 1975 | 1982 | 1990 | 1999 | 2006 | 2011 | 2016 | 2021 |
| ---- | ---- | ---- | ---- | ---- | ---- | ---- | ---- | ---- |
| 376  | 382  | 336  | 341  | 338  | 339  | 327  | 345  | 332  |

| 2022 | - | - | - | - | - | - | - | - |
| ---- | - | - | - | - | - | - | - | - |
| 319  | - | - | - | - | - | - | - | - |

## Culture locale et patrimoine

### Lieux et monuments
- Vestiges gallo-romains : murailles, tuiles, villa.
- Église Saint-Jean-Baptiste : chœur gothique à cinq pans XIVe siècle, clocher gothique, portail XIVe siècle, nef, oculus ; enfeu.
- Couvent de Saint-Jean-de-Bassel des sœurs de la Divine Providence depuis 1826 avec grande chapelle.
- Petite chapelle du couvent des sœurs de la Divine Providence.
- Chapelle du cimetière.
- Chapelle de la maison de retraite Saint-Joseph.

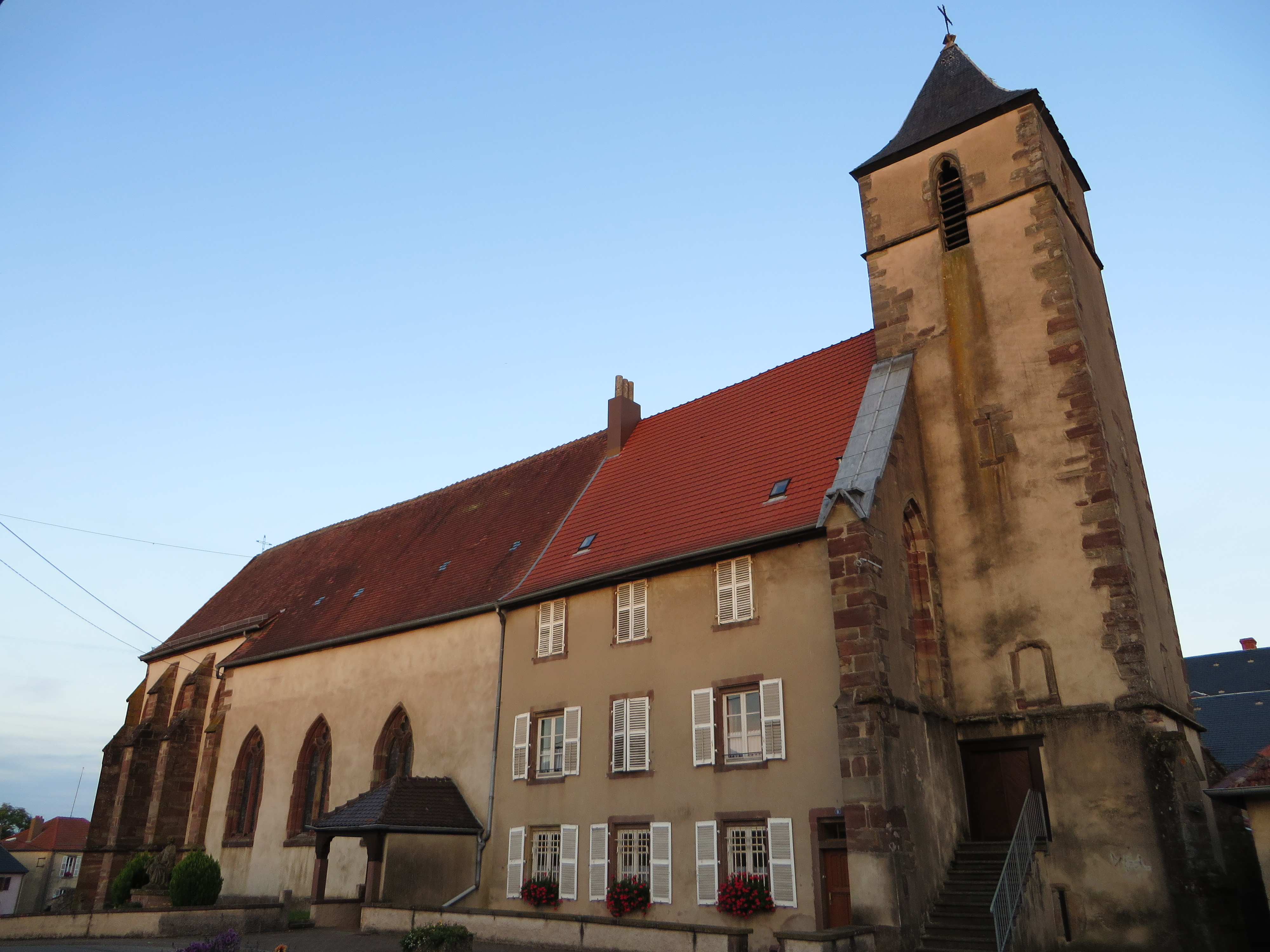
Église Saint-Jean-Baptiste.
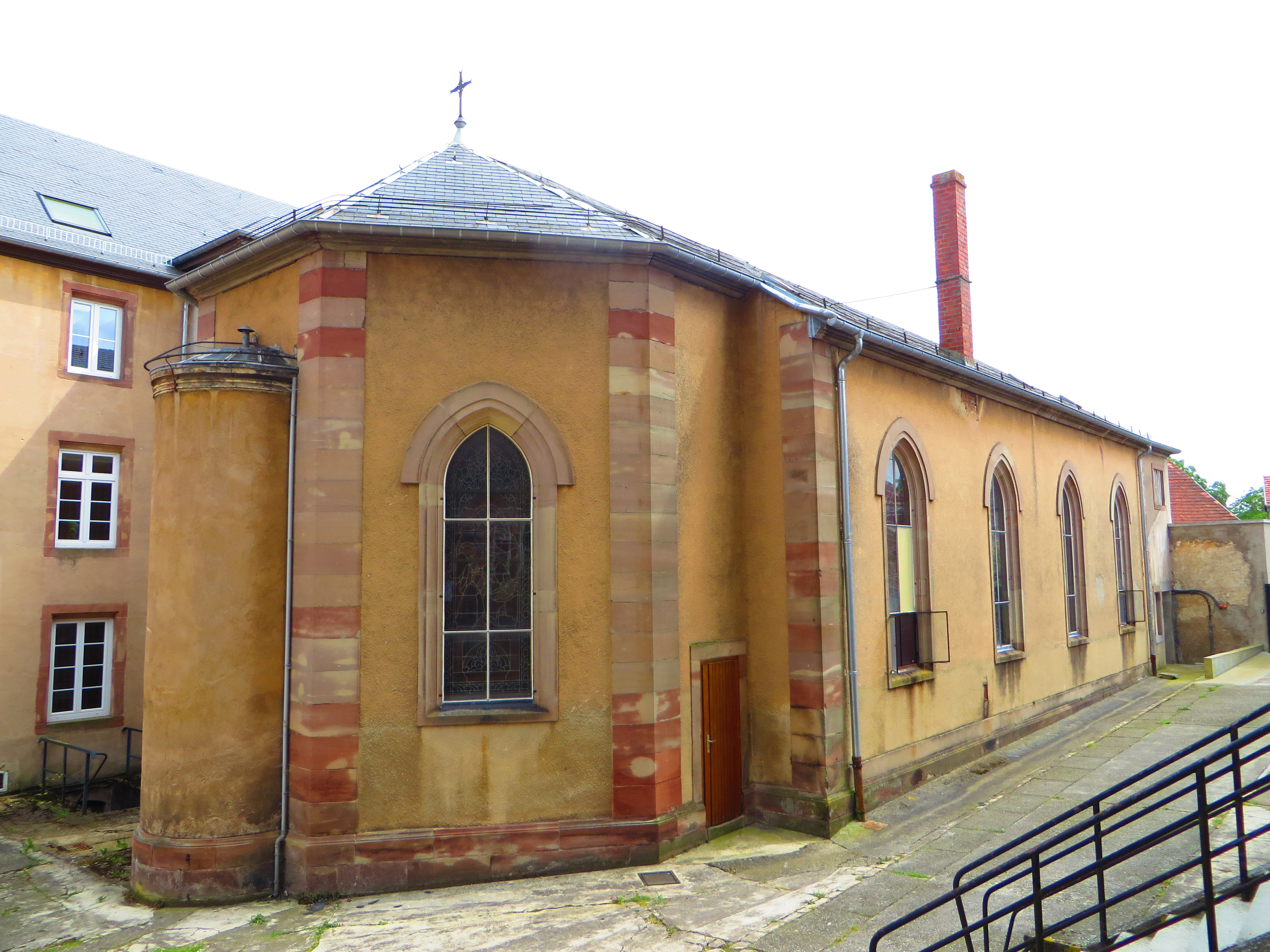
Petite chapelle du couvent des sœurs de la Divine Providence.
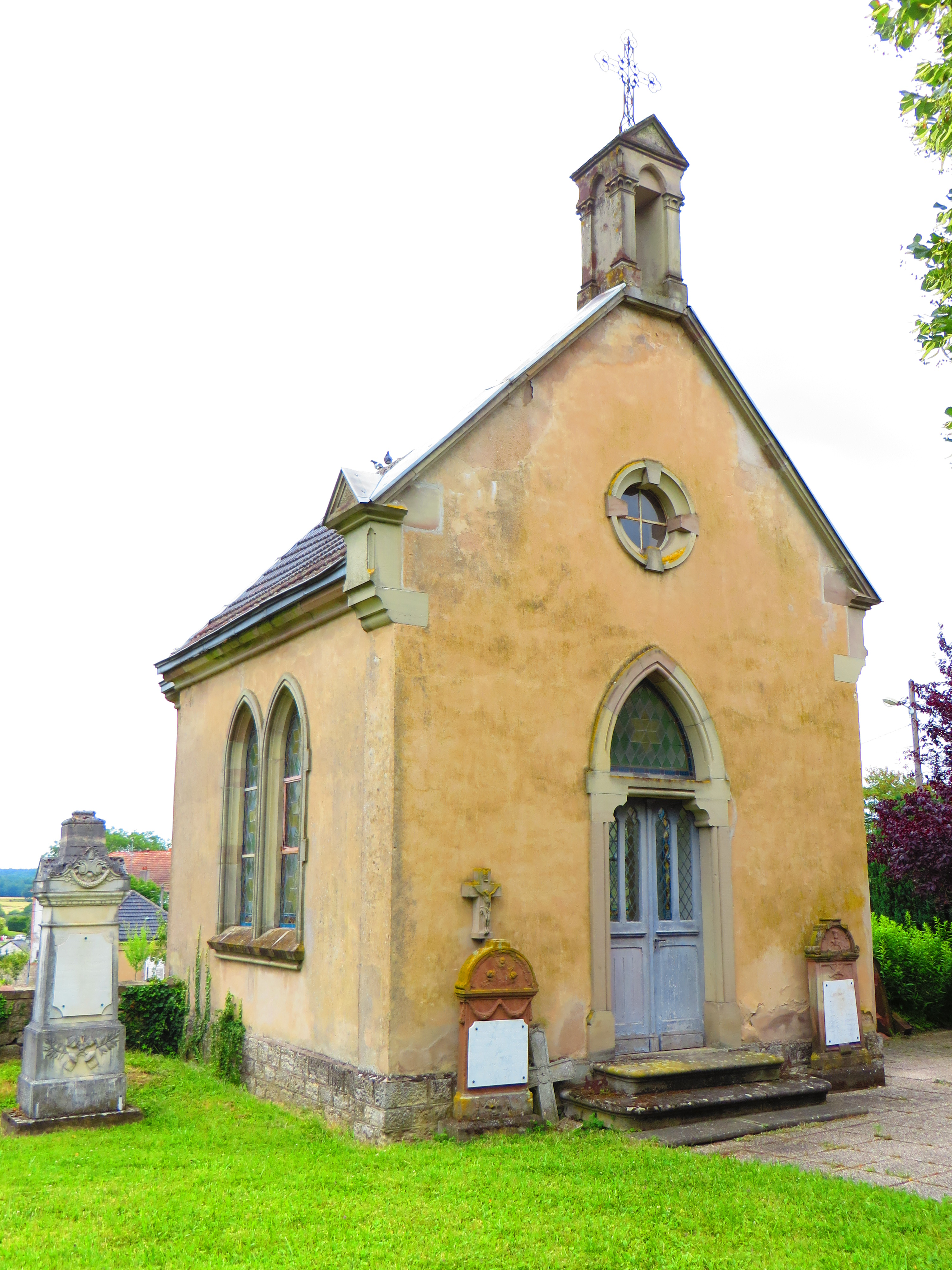
Chapelle du cimetière.
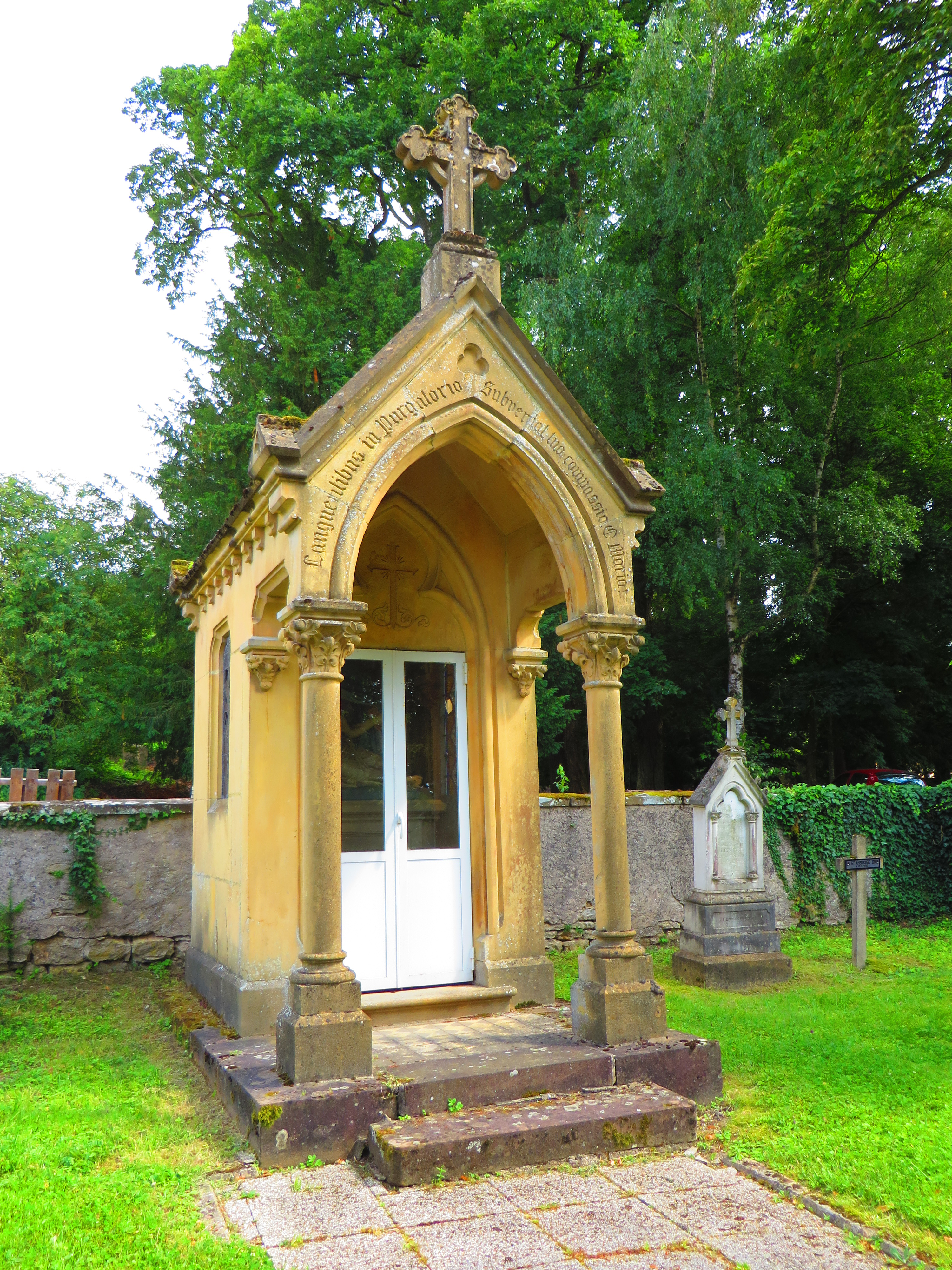
Petite chapelle de la Vierge.
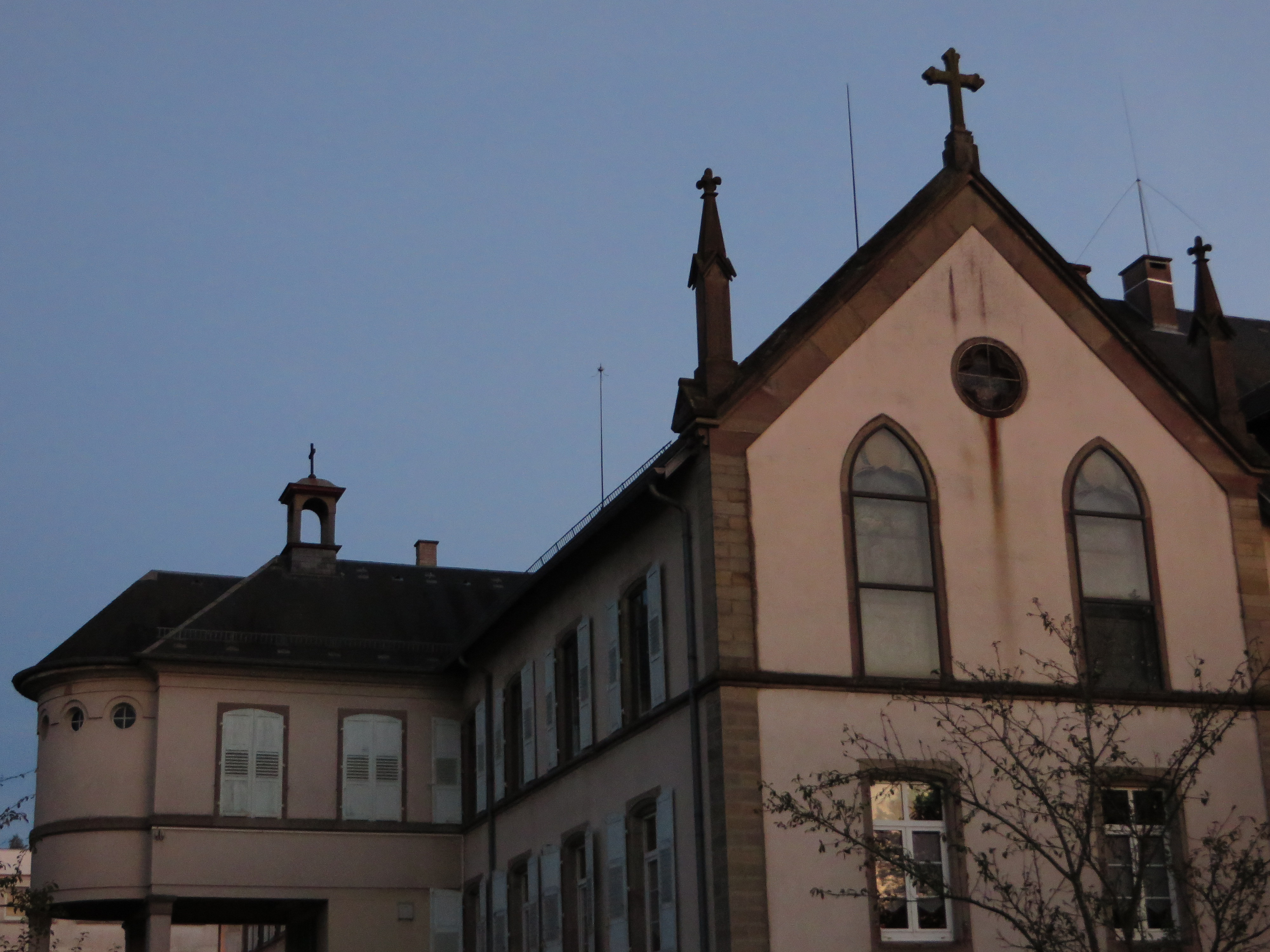
Chapelle de la maison de retraite Saint-Joseph.

### Héraldique
| Blason de Saint-Jean-de-Bassel (à dessiner) | Les armes de Saint-Jean-de-Bassel se blasonnent ainsi : « Écartelé : aux premier et quatrième d'argent, à la croix de gueules ; aux deuxièmes et troisième de sable à la croix de Malte d'argent. » |